# Kantoni kikötő
A Kantoni kikötő (kínai írással: 广州港) jelenleg a világ ötödik legnagyobb forgalmú, Kína fő tengeri kikötője. A kikötő Kínában található Kanton közelében.
A kikötőt a Guangzhou Port Group Co. Ltd üzemelteti, amely állami tulajdonú vállalat. A vállalatot 2004. február 26-án hozták létre a korábbi Guangzhou Harbor Bureau-ból. A kantoni városi kormány hagyta jóvá. Jelenleg ez a legnagyobb átfogó kikötő Dél-Kínában. Nemzetközi tengeri kereskedelmével több mint 300 kikötőt ér el a világ több mint 80 országában és körzetében. A kikötő magába foglalja a korábbi Huangpu kikötőt is.
A kikötő a Gyöngy-folyó deltája régió és Guangdong tartomány fontos gazdasági és közlekedési központjaként is szolgál. A szomszédos tartományokban, például Guangxi, Yunnan, Guizhou, Sichuan, Hunan, Hubei és Jiangxi tartományokban található iparágak számára is létfontosságú közlekedési csomópont.